# Šime Fantela
Šime Fantela (Zara, 19 gennaio 1986) è un velista croato.

## Palmarès

### Olimpiadi
- 1 medaglia:
  - 1 oro (Rio de Janeiro 2016 nel 470)

### Mondiali
- 7 medaglie:
  - 2 ori (Rungsted 2009 nel 470; San Isidro 2016 nel 470)
  - 2 argenti (Santander 2014 nel 470; Haifa 2015 nel 470)
  - 3 bronzi (L'Aia 2010 nel 470; Perth 2011 nel 470; Barcellona 2012 nel 470)

### Europei
- 5 medaglie:
  - 3 ori (Traunsee 2009 nel 470; Helsinki 2011 nel 470; Largs 2012 nel 470)
  - 2 bronzi (Formia 2013 nel 470; Atene 2014 nel 470)

### Universiadi
- 1 medaglia:
  - 1 oro (Izmir 2005 nel 470)

### Giochi del Mediterraneo
- 2 medaglie:
  - 1 oro (Mersin 2013 nel 470)
  - 1 argento (Pescara 2009 nel 470)